# 夜空の道しるべ
『夜空の道しるべ』は、1976年12月5日に発売された豊川誕の3枚目のアルバムである。

## 概要
ポスター付。全ての曲に「星」の字が入ったアルバム。2022年月3月時点、未CD化。

## 収録曲
- A面
  1. 星めぐり
  2. 星になりたい
  3. 夜空の星
  4. 蒼い星くず
  5. 星空のロマンス
  6. 星の灯台
- B面
  1. 星は何でも知っている
  2. 見上げてごらん夜の星を
  3. 空に星があるように
  4. 銀色の星の中
  5. 星に祈りを
  6. 星くずが泣いている